# Děhylov
Obec Děhylov (německy Dielhau) se nachází v okrese Opava v Moravskoslezském kraji. Žije zde 745 obyvatel.

## Poloha
Geograficky obec patří k předhůří Nízkého Jeseníku. Kolem obce protéká řeka Opava. Nedílnou součástí Děhylova jsou i dva velké rybníky, vzpomínané již v 17. století, zvané Žabinec a Štěpán. Nad obcí je kopec Končina (340 m n. m.).

## Název
Jméno vesnice bylo odvozeno buď od osobního jména Děhyl totožného s obecným děhyl – „děhel lesní“ a význam místního jména pak byl „Děhylův majetek“ nebo bylo odvozeno od přídavného jména děhylový a označovalo místo porostlé děhylem (děhelem). Německé jméno (v podobách Diehilau, Diechelau, Dichilau, Dielhau) se vyvinulo z českého.

## Historie

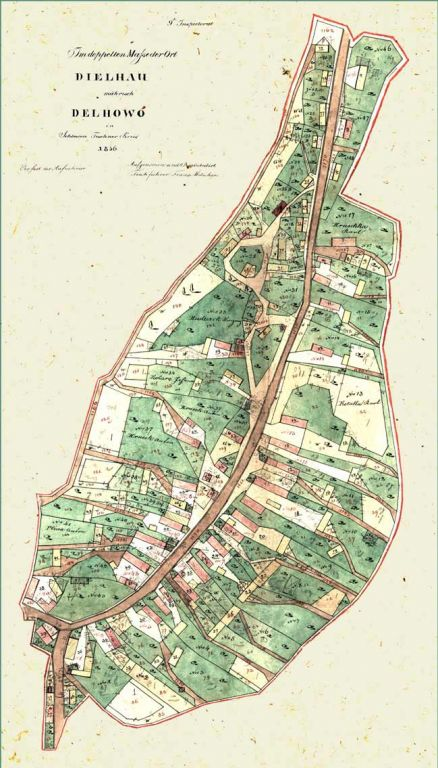
Historická mapa Děhylova (r. 1836)

První písemná zmínka o obci pochází z roku 1464 a její osudy jsou spojeny s rodem Vladyků z Děhylova. Na počátku 16. století byl Děhylov připojen k dobroslavickému panství.
Po zrušení patrimoniálního zřízení v polovině 19. století byl Děhylov střídavě začleňován do okresů Opava, Bílovec a Hlučín. Obec byla osvobozena 27. dubna 1945. V roce 1979 se stala městskou částí Hlučína a od komunálních voleb v roce 1990 se zase osamostatnila.

## Zajímavosti
- Kaple Navštívení Panny Marie[6]
- Přírodní rezervace Štěpán

## Osobnosti
- Alois Honěk (1911–2002), výrobce houslí a lékař
- Zdeněk Návrat (1931–2023), hokejista

## Další informace
Poblíž se nachází přírodní památka Jilešovice-Děhylov s Poštovním rybníkem a také Komorový rybník.
V obci také končí naučná stezka z Dobroslavic (ze zámeckého parku) do Děhylova se šesti zastaveními, které se věnují okolní přírodě a krajině a mají také otázky pro děti. Naučná stezka má délku 2 km a vznikla za přispění dobrovolníků z Dobroslavic.

## Galerie

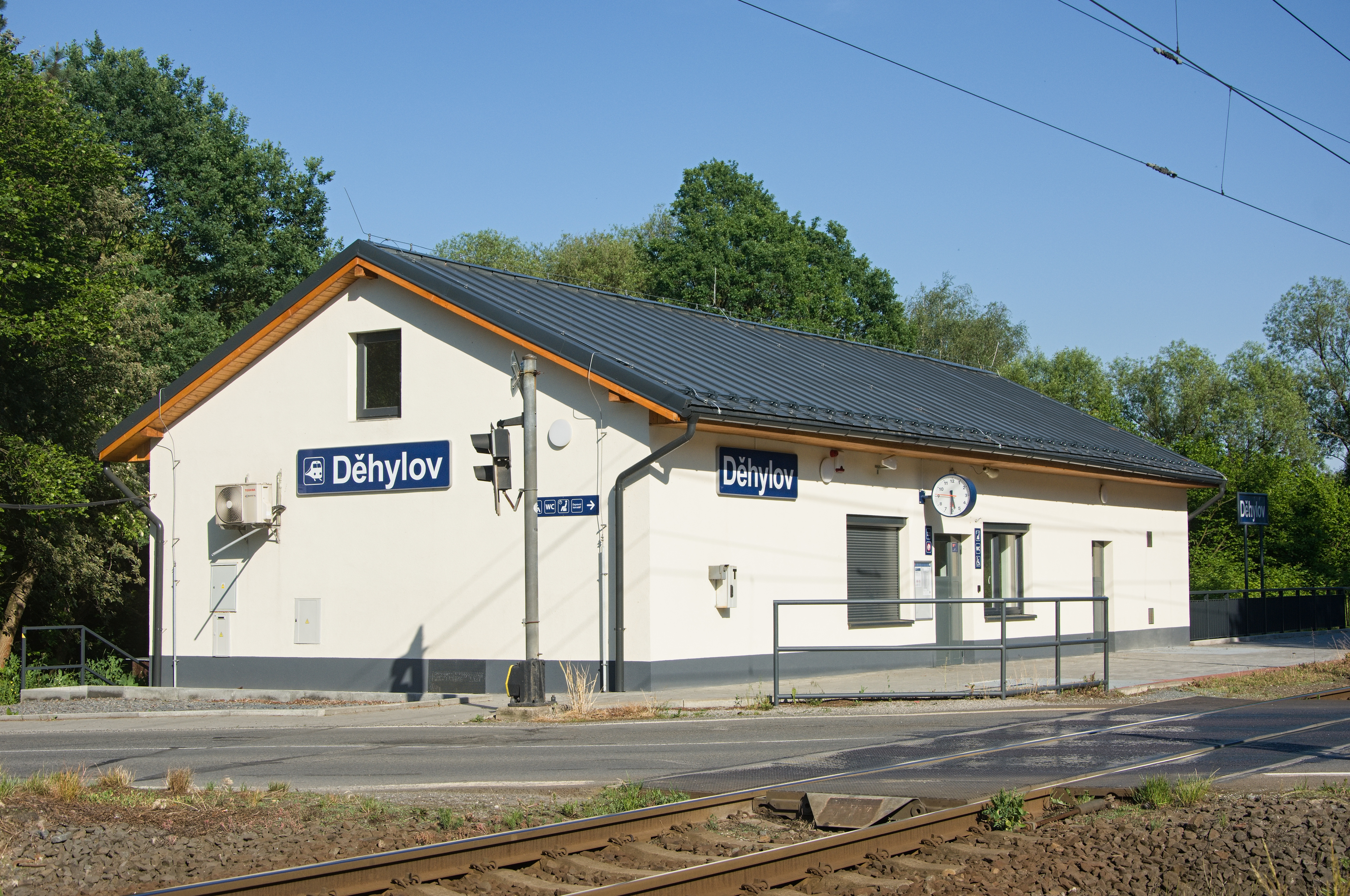
Železniční stanice
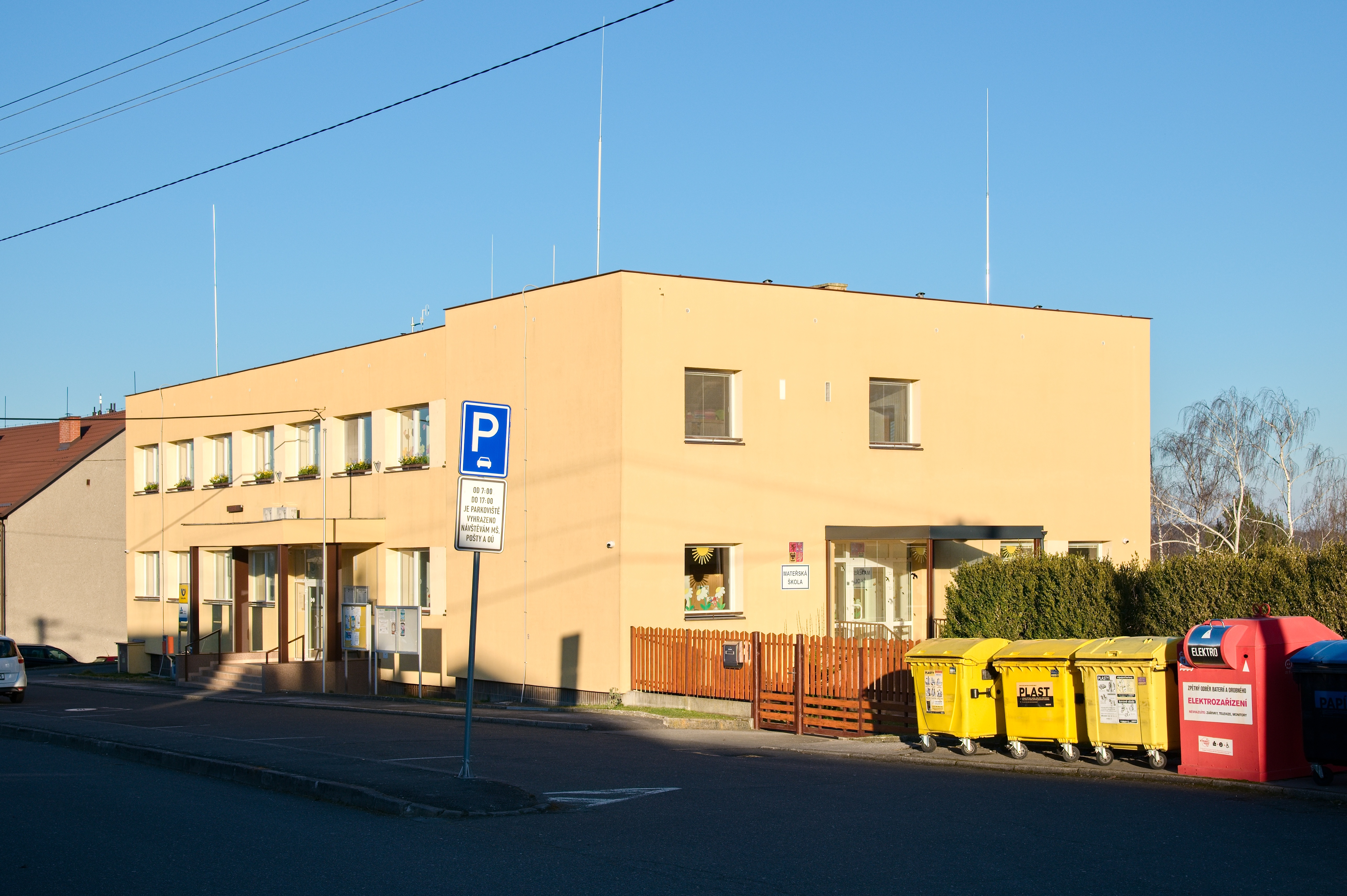
Obecní úřad
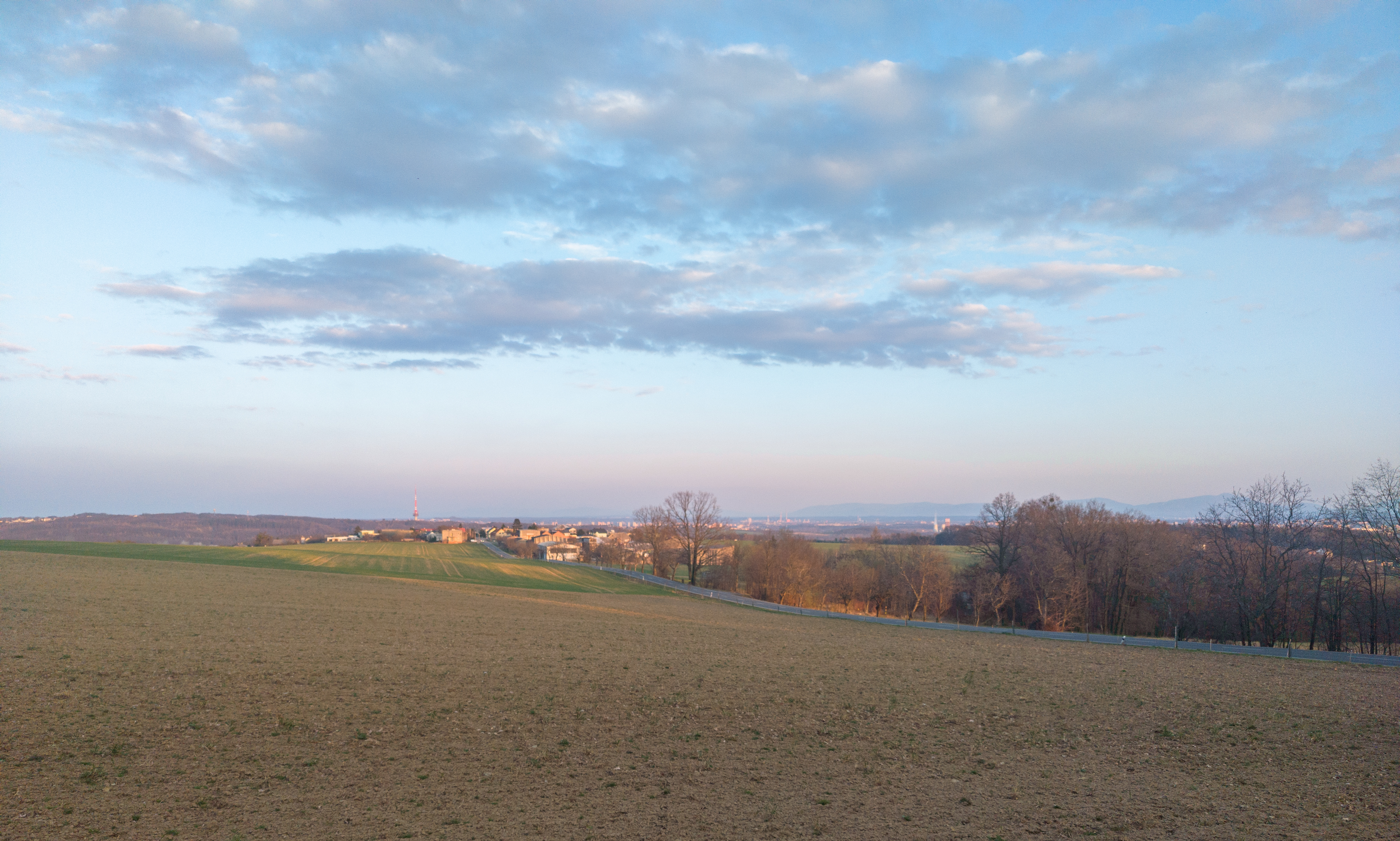
Pohled na Děhylov ze západu
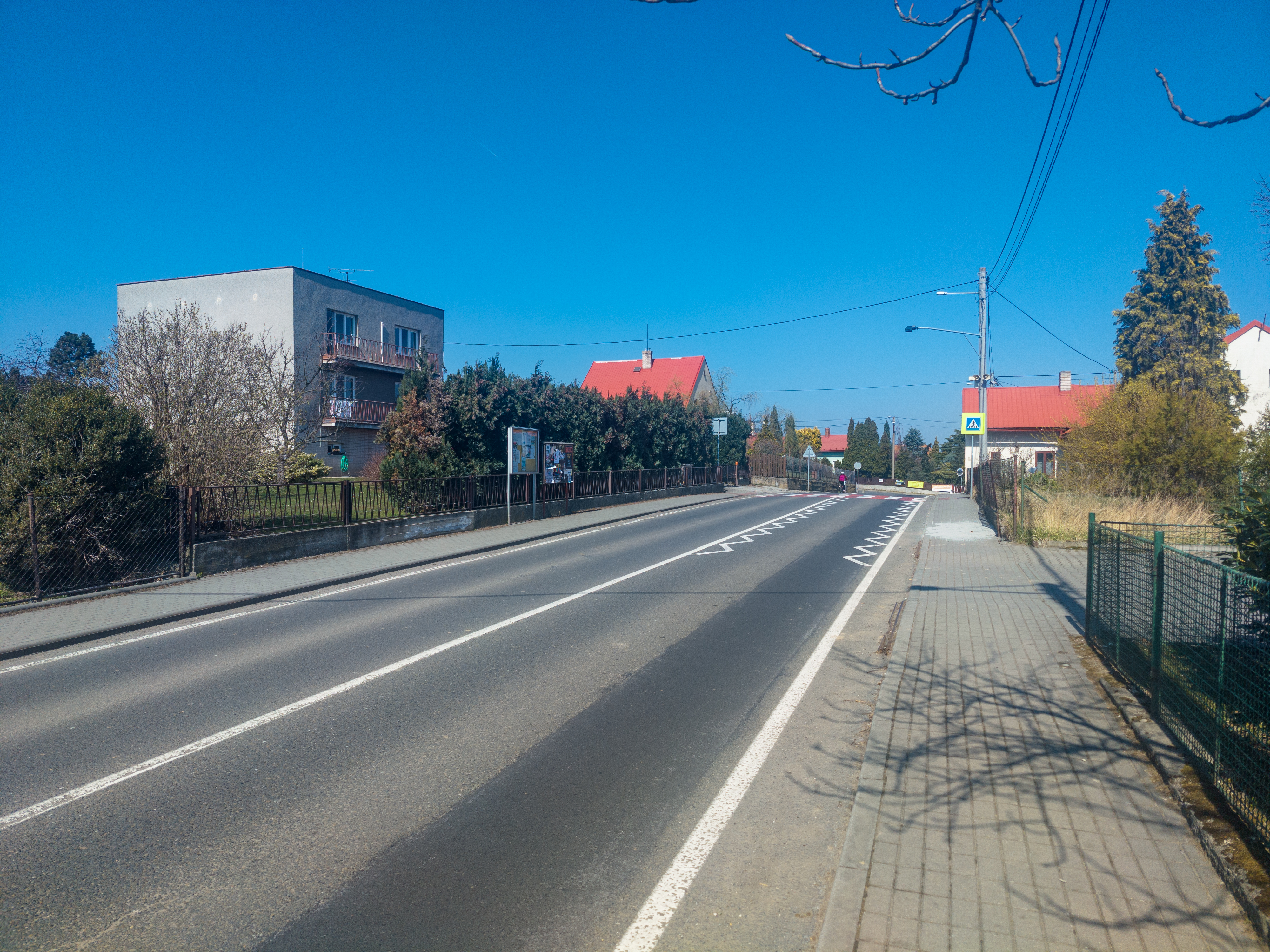
Silnice II/469 v obci
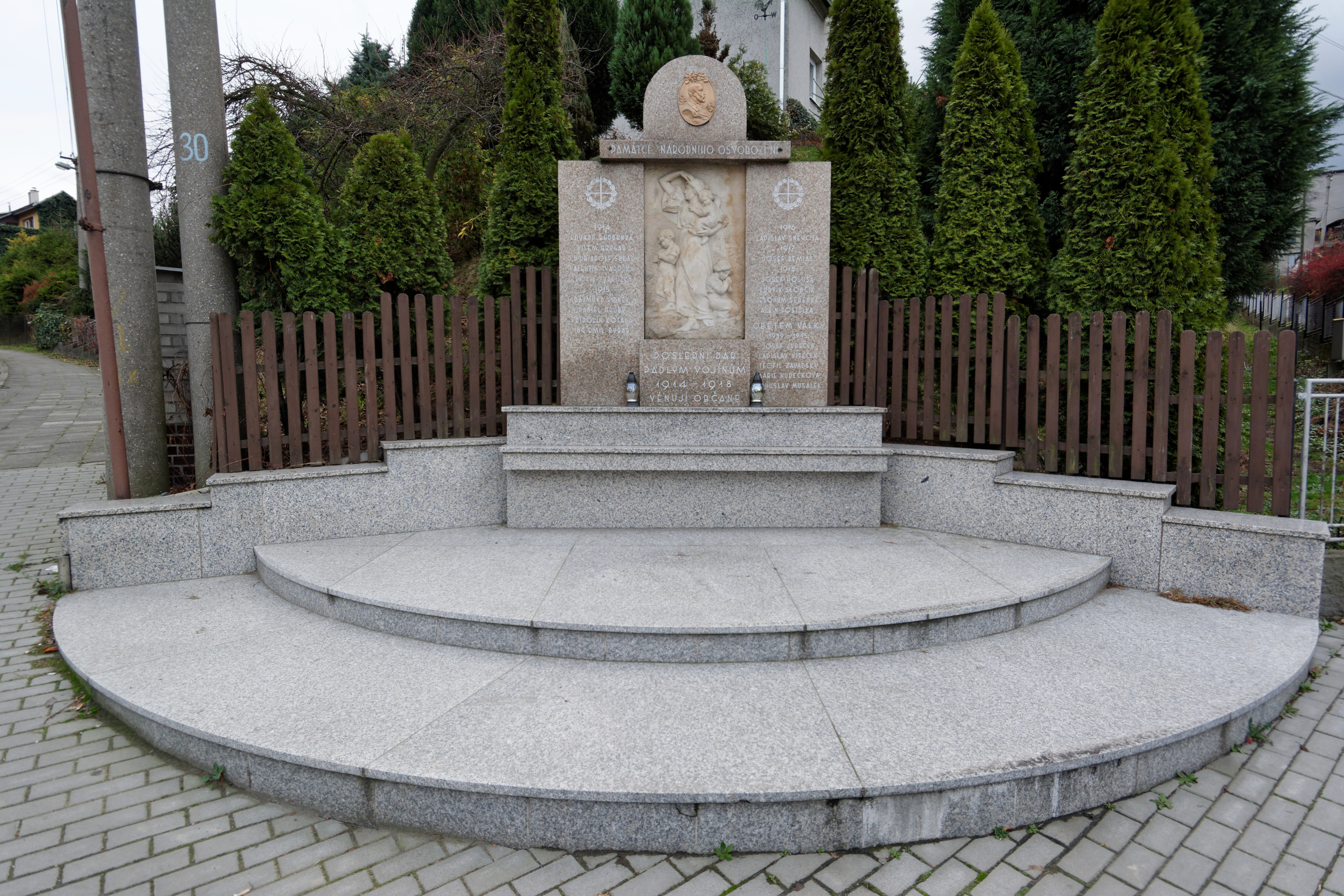
Pomník obětem první světové války
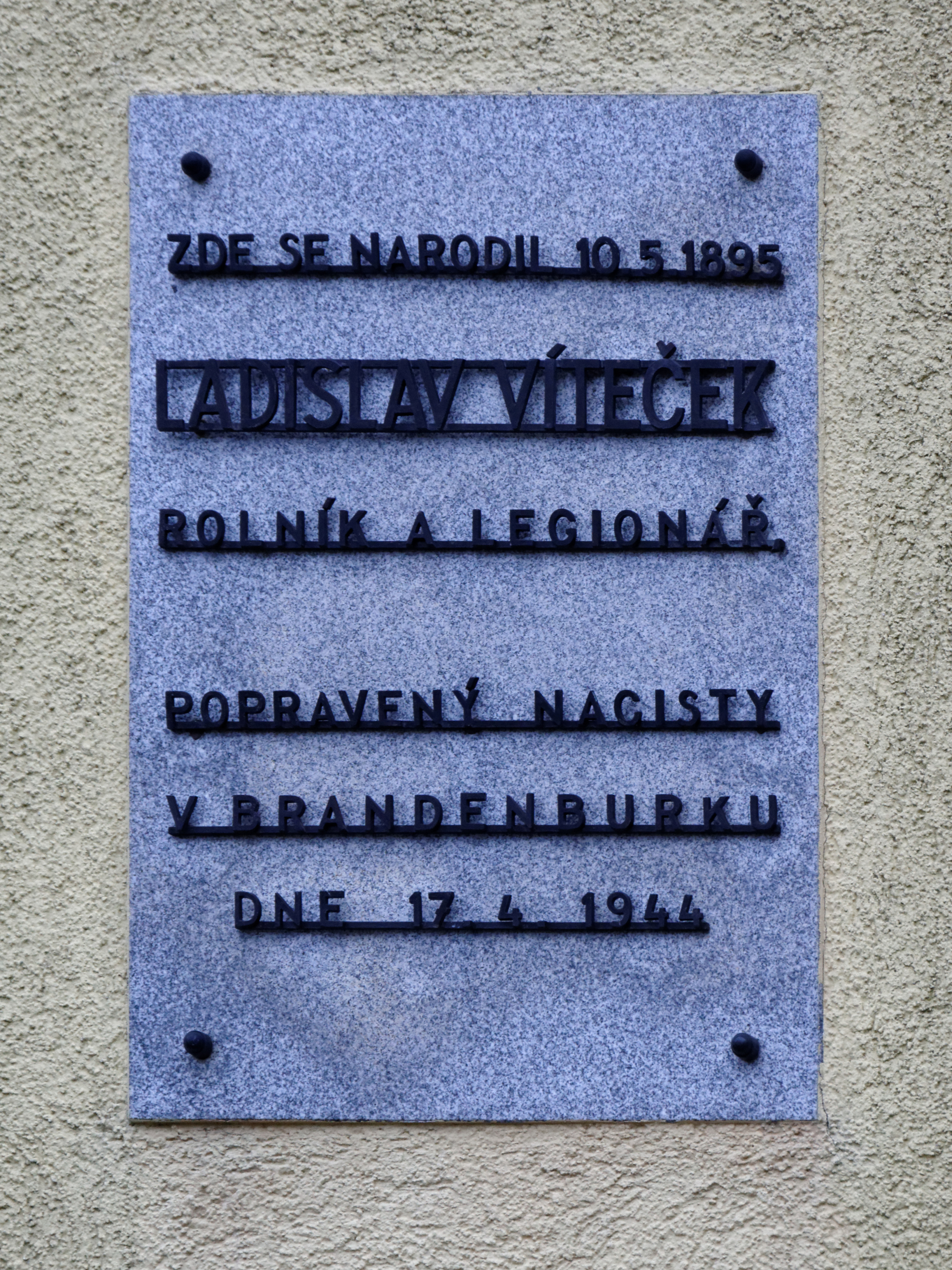
Pamětní deska Ladislava Vítečka na statku čp. 8
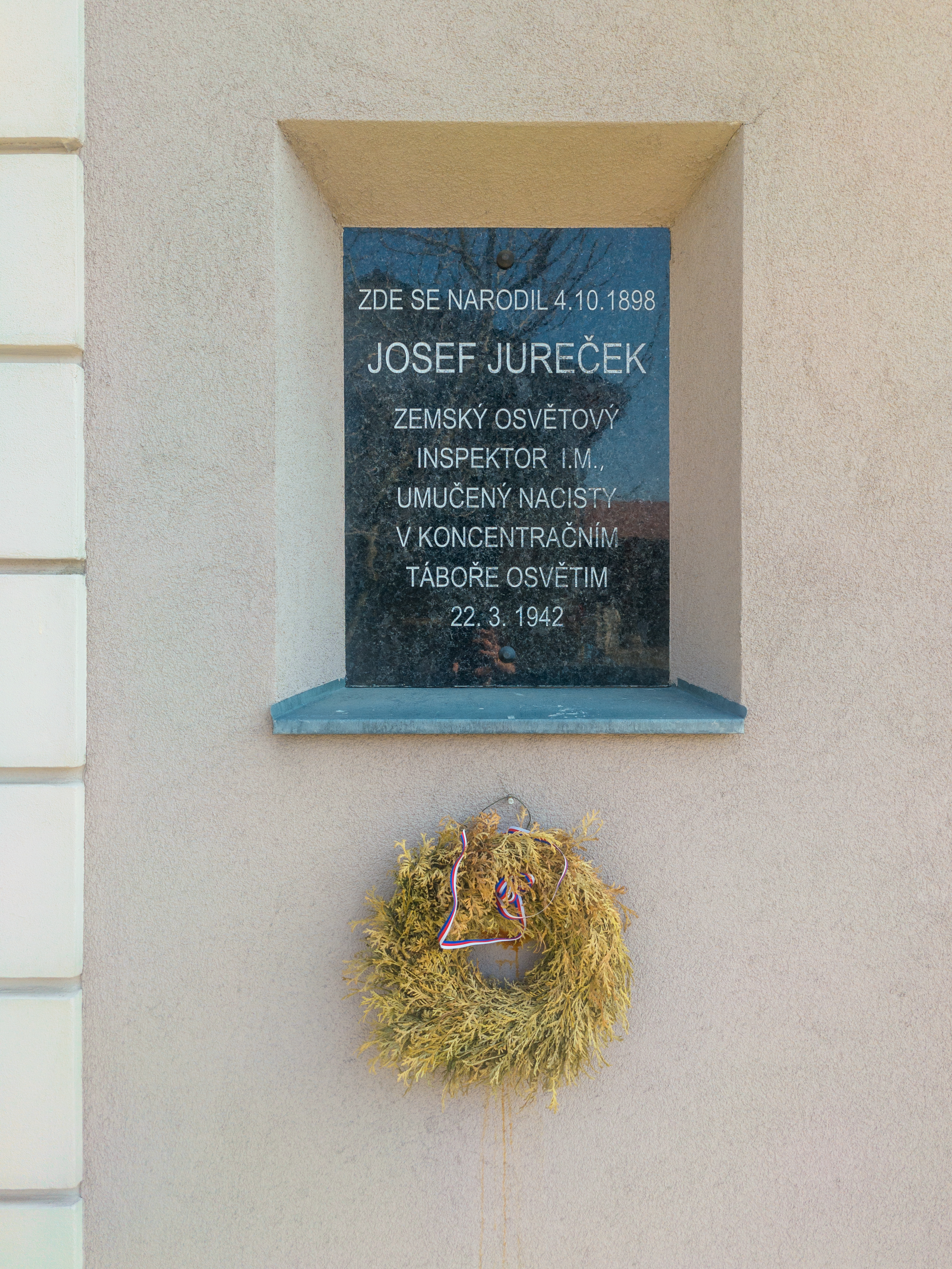
Památník Josefa Jurečka